# Põiksäär
Põiksäär est une île d'Estonie.